# Zwischenfall (Diskothek)

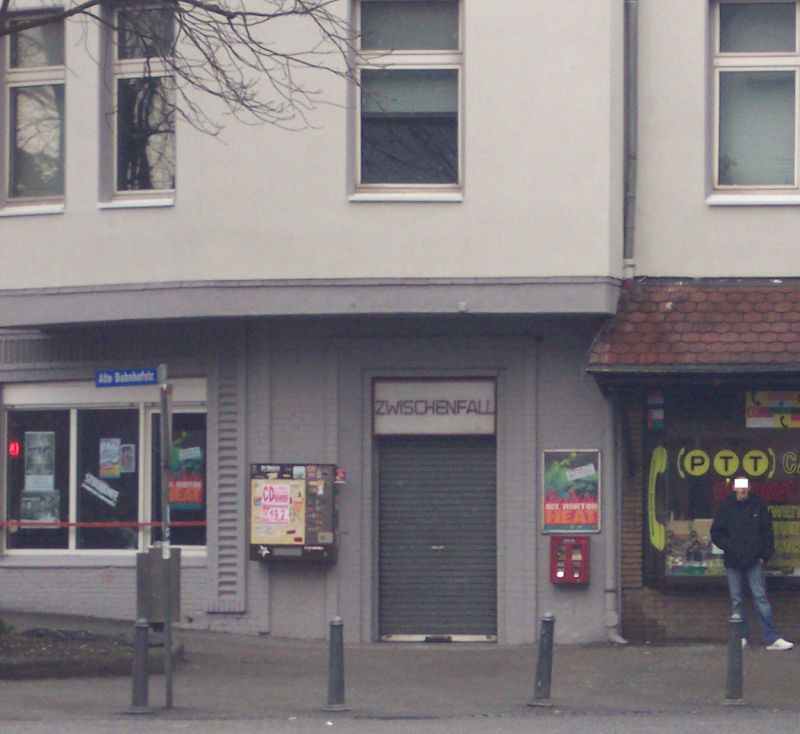
Der Zwischenfall in Bochum

Der Zwischenfall war eine Diskothek im Bochumer Stadtteil Langendreer. Sie wurde 1984 eröffnet und war wegen ihres alternativen Musikprogramms überregional bekannt. Sie wurde 2011 geschlossen.

## Geschichte
Die Diskothek Zwischenfall in Langendreer wurde 1984 in den Räumen der ehemaligen Rockdiskothek „Appel“ eingerichtet. Dieses war der Nachfolger von „Big Apel“, eine Disko, die schon 1967 eröffnet wurde; beide Diskos waren lokal sehr bekannt. Der Zwischenfall wandte sich alternativer Musik, wie zum Beispiel Wave, zu. Als Vorbild dienten die Dortmunder Diskothek „Memphis“ und das Wuppertaler „Up“. Bald wurde das Zwischenfall eines der zentralen Treffpunkte der Schwarzen Szene in ganz Nordrhein-Westfalen. Teile des Underground-Films Kinder der Nacht wurden dort gedreht.
Das Zwischenfall war prägend für die deutsche Wave-, Dark Wave-, aber auch für die Punk-Szene der 1980er Jahre. Das Programm unterschied sich deutlich von anderen Clubs, da viel Wert auf eine ausgewogene Musikauswahl gelegt wurde, während auch in der Entwicklung der Schwarzen Szene schnelllebige Trends und temporäre Hypes starken (oft als zu kommerziell angesehenen) Einfluss auf das Musikprogramm der Clubs haben.
Internationale Bands verschiedenster Musikrichtung traten regelmäßig im Zwischenfall auf, darunter z. B. Agnostic Front, Mr. Review, At the Drive-In, Meteors oder Goethes Erben.
Weiterhin fanden dort sporadisch Fetischpartys mit Spielmöglichkeiten statt, der Kontakt zwischen Anhängern der Schwarzen Szene und BDSMlern verlief positiv ohne Zwischenfälle. Im Erdgeschoss eher klein mit einer kleinen Tanzfläche und im 1. OG eine größere Tanz-/Spielfläche, bei BDSM-Abenden wurden abgetrennte Kabinen aufgestellt.
In der Nacht vom 18. zum 19. August 2011 gab es ein Feuer in den Wohnungen oberhalb der Diskothek. Dabei wurde das Gebäude stark beschädigt und es kam zu schweren Löschwasserschäden in den Räumen des Zwischenfall. Das Gebäude galt als einsturzgefährdet und war unbewohnbar. Der Diskothekenbetrieb wurde eingestellt. KKM Gaststätten-Betriebs-GmbH wurde zum 31. Dezember 2011 liquidiert. Der Abriss des Gebäudes erfolgte 2017.
Unter dem Namen Zwischenfall2 finden seit dem Brand Veranstaltungen in verschiedenen anderen Bochumer Clubs, wie dem Rockpalast, dem Bahnhof-Langendreer oder der Trompete, statt.

## Compilations
Seit 1994 sind fünf Ausgaben des „Zwischenfall-Samplers“ erschienen, die die musikalische Entwicklung des Clubs widerspiegeln. Die ersten Ausgaben tragen den Untertitel „From The 80's To The 90's“, der letzte zeigt mit dem Namen „Electro Bites“ die stilistische Richtung dieser Zusammenstellung. Neben den „Zwischenfall-Samplern“ gibt es weitere Compilations, die einen Querschnitt durch das Programm einer bestimmten Veranstaltung wiedergeben.
- Zwischenfall: From The 80's To The 90's (Doppel-CD, 1994, Subtronic Records SUB 025)
- Zwischenfall: From The 80's To The 90's, Vol. 2 (Doppel-CD, 1996, Subtronic Records SUB 050)
- Zwischenfall: From The 80's To The 90's, Vol. 3 (Doppel-CD, 1998)
- Zwischenfall: From The 80's To The 90's, Vol. 4 (Doppel-CD, 1998)
- Zwischenfall Vol. 5 „Electro Bites“ (CD, 2003, Excentric Records)
- Pagan Love Songs (Doppel-CD, 2004, Alice In … Records)
- Pagan Love Songs Vol. 2 (Doppel-CD, 2009, Alice In … Records)